# فهرست سیاه (رایانه)

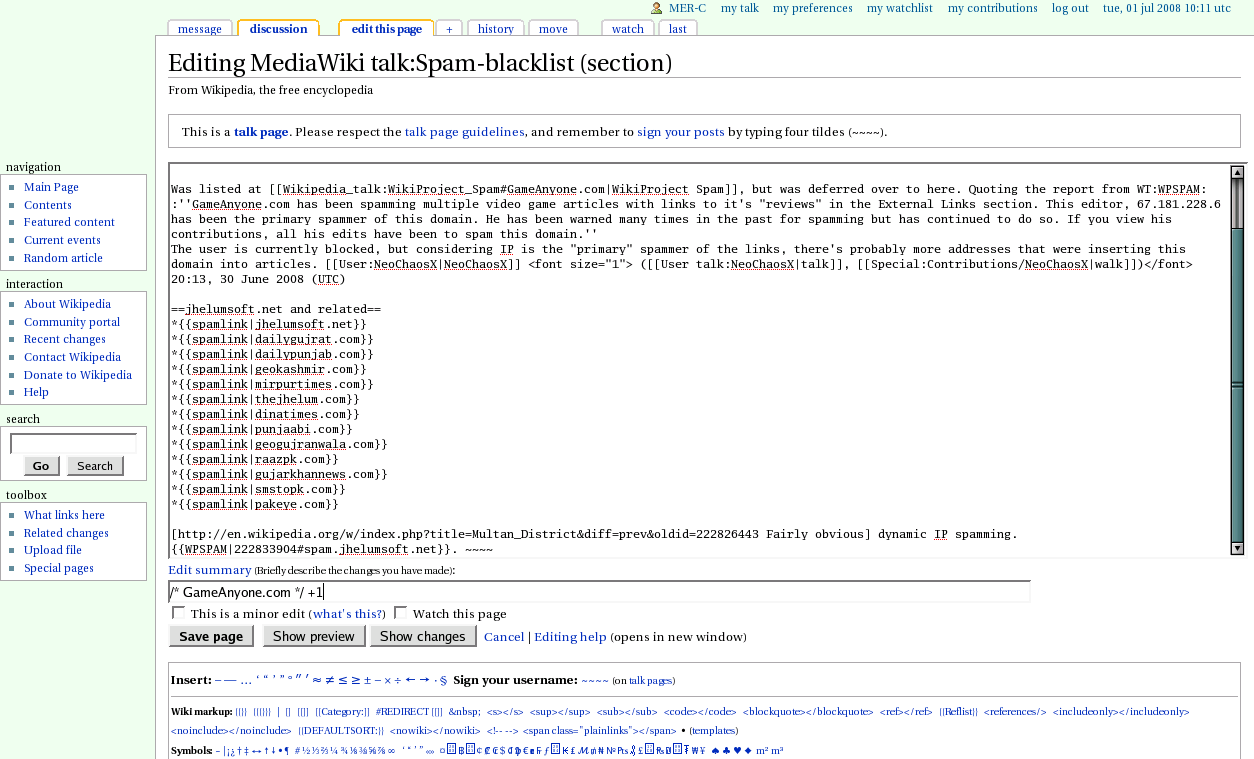
Screenshot of a web page of a Wikimedia Foundationproject. Filing a blacklisting request

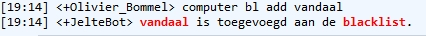
Blacklist IRC.

فهرست سیاه (به انگلیسی: Black list) در علم رایانه، یک مکانیزم کنترل دسترسی(به انگلیسی: Access control) پایه‌است که به همه اجازهٔ دسترسی می‌دهد، به جز اعضای فهرست سیاه (یعنی فهرست دسترسی‌های منع شده). متضاد آن فهرست سفید (به انگلیسی: White list) است؛ که به معنی اجازه دادن به هیچ‌کس به جز اعضای فهرست سفید است. به عنوان یک نمونهٔ میانه، یک فهرست خاکستری، شامل ورودی‌هایی است که یا به طور موقت بلوک شده‌اند یا به طور موقت مجاز هستند. موارد فهرست خاکستری ممکن است مورد بازبینی قرار بگیرد یا بعداً برای گنجاندن در فهرست سیاه یا فهرست سفید، آزمایش شوند.
یک سازمان ممکن است فهرست سیاهی از نرم‌افزار یا وب‌گاه‌ها را در سیستم رایانه‌ای خود نگه دارد. عناوین موجود در فهرست، ممنوع خواهد بود و هرچیز دیگری مجاز خواهد بود. برای مثال، یک مدرسه ممکن است "Limewire" و "ICQ" را در فهرست سیاه بگذارد؛ دیگر خدمات اینترنت هنوز مجاز خواهند بود.

## نمونه‌ها
شرکت‌هایی مانند گوگل، سیمنتک، سوکوری (به انگلیسی: Sucuri)، فهرست‌های سیاه داخلی از سایت‌هایی که به داشتن بدافزار شناخته شده هستند نگه می‌دارند و قبل از آن‌که کاربر بخواهد کلیک کند، یک هشدار نمایش می‌دهند.
نرم‌افزارهای کنترل محتوا مانند "DansGuardian" و "SquidGuard" ممکن است به منظور مسدود کردن نشانی وب‌هایی (به انگلیسی: URL) که برای محیط کاری یا آموزشی نامناسب هستند، با یک فهرست سیاه کار کنند.
یک فیلتر اسپم ممکن است یک فهرست سیاه از آدرس‌ها نگهداری کند، که مانع رسیدن هر پست الکترونیکی از آن‌ها به مقصد مورد نظرش می‌شود. یک تکنیک معروف برای پیاده‌سازی فهرست‌های سیاه، فهرست سیاه سیستم نام دامنه (به انگلیسی: DNS blacklisting)است.
یک دیوار آتش یا سامانه تشخیص نفوذ نیز ممکن است از یک فهرست سیاه برای آی‌پی‌ها یا شبکه‌های خصمانهٔ شناخته شده استفاده کند. مثالی برای این فهرست می‌تواند پروژهٔ "OpenBL" باشد.
بسیاری از طرح‌های حفاظت از کپی، در فهرست سیاه نرم‌افزارها قرار می‌گیرند.
اعضای سایت‌های حراج آنلاین، ممکن است اعضای دیگر را در فهرست سیاه خود اضافه کنند. این به این معنی است که آن‌ها نمی‌توانند در مورد حراج‌های شما سؤال بپرسند یا پیشنهاد بدهند و همچنین نمی‌توانند نسبت به خرید کالای شما اقدام کنند.
با این وجود، نوع دیگری از فهرست، فهرست زرد است که فهرستی از آدرس‌های آی‌پی کارساز پست الکترونیکی است که اکثر پست‌های الکترونیکی خوب را می‌فرستد، اما برخی اسپم‌ها را نیز ارسال می‌کند. مانند یاهو!، هات‌میل و جی‌میل.
یک کارساز قرارگرفته در فهرست زرد، کارسازی است که نباید هیچ‌وقت در فهرست سیاه قرار بگیرد. ابتدا فهرست زرد چاپ می‌شود و در صورتی که در فهرست زرد قرار داشت، آزمایش‌های فهرست سیاه نادیده گرفته می‌شود.
در "modprobe" موجود در لینوکس، ورودی "blacklist modulename" در یک فایل تنظیمات "modprobe"، نشان می‌دهد که تمام نام‌های مستعار داخلی ماژول خاص، نادیده گرفته می‌شود. حالت‌هایی وجود دارد که دو یا بیشتر ماژول، هر دو از یک وسیلهٔ یکسان پشتیبانی می‌کنند، یا یک ماژول به طور نامعتبر ادعای پشتیبانی از یک وسیله را می‌کند.
مرورگرهای بسیاری دارای توانایی مشورت کردن با فهرست‌های سیاه ضد فیشینگ به منظور هشدار دادن به کاربرانی که به طور ناخواسته مورد هدف بازدید از یک سایت جعلی قرار گرفته‌اند.
بسیاری از برنامه‌های همتا به همتا (P2P) از فهرست‌های سیاهی که دسترسی به سایت‌هایی که متعلق به دارندگان مالکیت معنوی (به انگلیسی: Intellectual property) را مسدود می‌کنند، پشتیبانی می‌کنند. یک نمونه، مجموعه فهرست سیاه بلوتک (ماده چسبنده) است.